# Hoplostethus cadenati
Hoplostethus cadenati is een straalvinnige vissensoort uit de familie van zaagbuikvissen (Trachichthyidae). De wetenschappelijke naam van de soort is voor het eerst geldig gepubliceerd in 1974 door Quéro.